# Rapides-des-Joachims
Rapides-des-Joachims est une municipalité du Québec située dans la municipalité régionale de comté (MRC) de Pontiac en Outaouais. Le village est situé sur l'île de Rapides-des-Joachims, sur la rivière des Outaouais, à l'ouest de la section de celle-ci que l'on nomme Creuse.
Avant la construction du barrage hydro-électrique Des Joachims en 1950, le site était une presqu'île.  La montée des eaux a inondé l'ancien lit de la rivière passant au nord par le lac McConnell.

## Histoire
Le site a été longtemps occupé par les amérindiens comme étape importante du voyage vers le fleuve Saint-Laurent, vers les Grands lacs et les Pays d'En Haut ou la Baie d'Hudson.
Au nord-est, on accède par la rivière Dumoine (Cakawitopikak Sipi et Ekonakwasi Sipi en algonquin, Acounagousin en Atikamekw), au pays des Atikamekw puis vers Trois-Rivières par la rivière St-Maurice et Québec par le fleuve Saint-Laurent.
Vers le sud-est par la rivière des Outaouais, les Algonquins, les Wendats et les Iroquois accèdent à la vallée du fleuve Saint-Laurent, à Montréal et à Québec.
Vers le nord-ouest, c'est la route des Pays d'En Haut en empruntant la rivière Mattawa jusqu'au lac Nipissing puis la rivière des Français vers le lac Huron ou encore, à partir de Mattawa vers le nord pour suivre la route de la Baie d'Hudson par l'Outaouais et le lac Témiscamingue en traversant l'Abitibi.
Il y aurait eu un poste de traite durant la domination française. Mais il se peut que l'on ait confondu ce dernier avec celui situé à l'embouchure de la rivière Dumoine, le fort Dumoine, situé à quelques kilomètres au nord-ouest. Sous le régime britannique, la Compagnie du Nord-Ouest y maintient un poste de traite jusqu'en 1821 et par la suite, la Compagnie de la baie d'Hudson.
Il existe plusieurs hypothèses quant à la provenance de ce nom.  Le nom de cette municipalité, qui coiffe un vaste territoire peu peuplé et pailleté de quelques lacs et ruisseaux à environ 100 km au nord-ouest de Fort-Coulonge, repose sur une légende. On estime, en effet, que cette appellation originale aurait été attribuée à cet endroit par des voyageurs des XVIIe et XVIIIe siècles, en route vers l'Ouest.

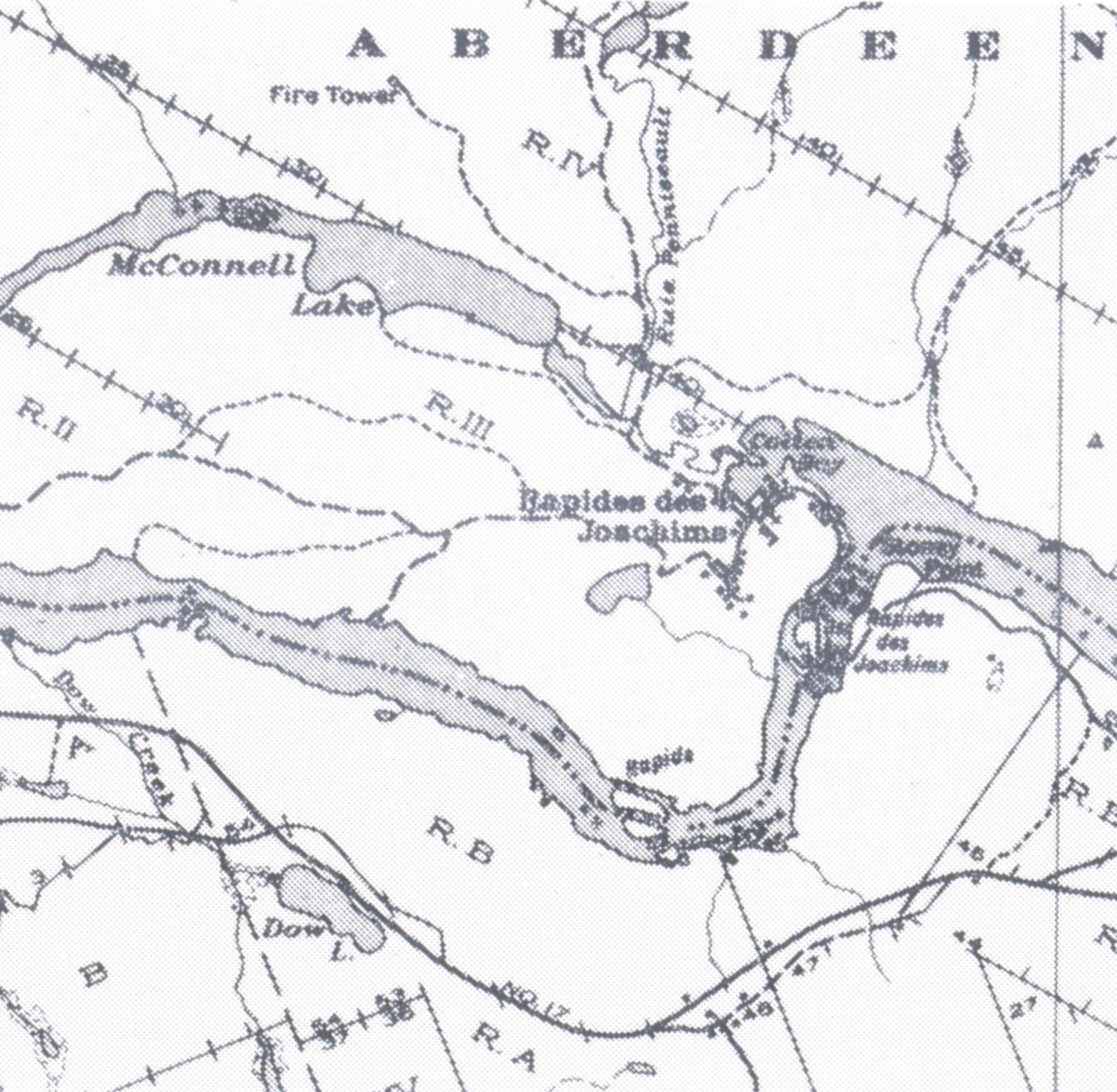
Rapides-des-Joachims avant la construction du barrage

Au pied des rapides de la rivière des Outaouais, disparus en 1951 par suite de la construction d'un barrage, on aurait établi et désigné du nom d'un explorateur un endroit de repos pour les portageurs. Or, le mémoire de Jacques-René de Brisay, marquis de Denonville et gouverneur de la Nouvelle-France au marquis de Seignelay en 1686, mentionne Rapides des Joachims de l'Estang et, sur une carte de Franquelin de 1688, on relève Portage de Joachim de l'Estan.
Dans un autre document de 1699 figure Joachim de l'Estang, ce qui n'explique toutefois pas hors de tout doute la forme plurielle retenue. En outre, tant du côté québécois que du côté ontarien, on utilisait anciennement les formes Swisha, Sweshaw ou Shesha Rapids (carte de 1790) dans lesquelles on peut voir de manière évidente une déformation auditive de Joachim.
D'autre part, dans l'aveu et dénombrement de la seigneurie de l'Île-de-Montréal, propriété des Sulpiciens, du 1er septembre 1731, on trouve dans la côte Saint-Rémi, dépendant de la paroisse de Saint-Joachim-de-la-Pointe-Claire, fondée vers 1713, dans le premier rang : Jean Brunet dit Létang et Michel Brunet dit Létang. Pourrait-il s'agir des «deux Joachims» cités par Stanislas Drapeau? La coïncidence est pour le moins troublante. En outre, dans le premier rang de la Commune, on retrace un Jean-Baptiste Brunet dit Létang. Ainsi seraient expliquées à la fois les formes L'Estang, L'Estan, Létang et Joachim, d'où proviendrait l'appellation de la paroisse de Saint-Joachim.
Qui plus est, on trouve dans le recensement de 1681, à Champlain, Mathieu Michel Brunet dit Lestang. Ces Brunet ou leurs ancêtres pourraient donc être à l'origine du toponyme, étant donné qu'on retrouve des voyageurs et des traiteurs de ce nom à la fin du XVIIe siècle. L'endroit était fréquenté dès le XVIIe siècle, une ancienne mission ayant été établie le long de la rivière des Outaouais où un poste de traite de la Compagnie de la Baie d'Hudson avait été implanté au pied des «longs rapides», comme l'on disait à l'époque.

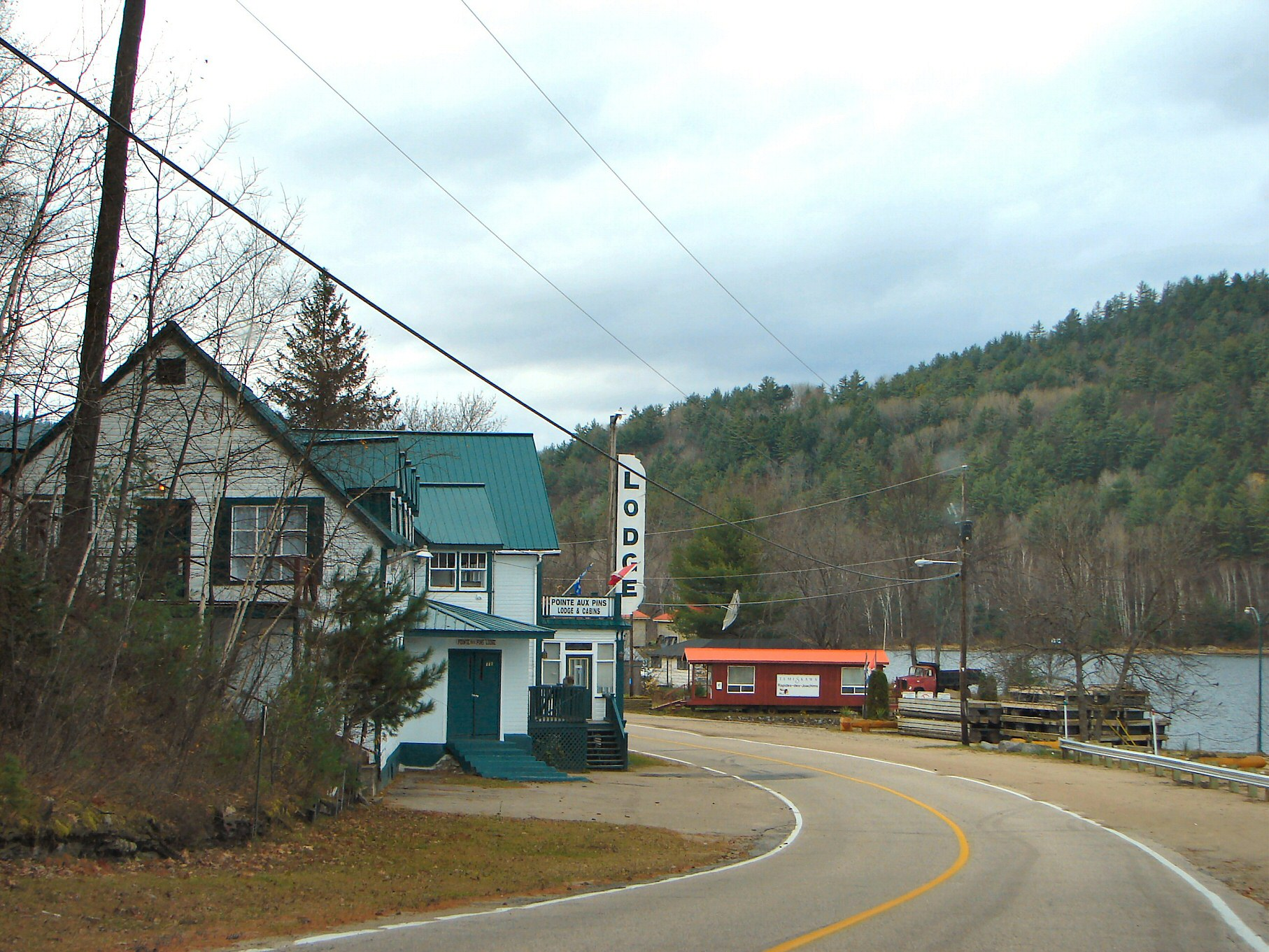
Rue Principale

Vers 1871, le lieu Rapides-des-Joachims, mentionné par Stanislas Drapeau en 1863 : Rapides des Joachims et Rapides des Deux Joachims, constituait l'endroit le plus important pour la navigation sur la rivière des Outaouais et prospérait grâce à l'industrie forestière. 
À la même époque, le village est un port important pour l'industrie forestière. La compagnie Montreal Telegraph a un bureau à Rapides-des-Joachims.  Les bateaux à vapeur y arrêtent avant de se rendre 30 km plus haut, jusqu'aux rapides de l'île du Rocher Capitaine, puis vers le Témiscamingue.   
En 1886, les Pères Oblats y construisent la première église, utilisée jusqu'à la construction d'une nouvelle en 1922. L'ancienne église serve de salle paroissiale jusqu'à ce qu'elle soit détruite par le feu en 1949.  Les Pères Oblats établirent également une école à cette époque. 
La municipalité de Rapides-des-Joachims fut incorporée en 1955 et le Canton d'Aberdeen fut plus tard annexé à celle-ci.  Le premier maire fut J.H. Mador. L'appellation actuelle de la municipalité érigée seulement en 1955, par détachement des cantons de Sheen, Esher, Aberdeen et Malakoff, a déjà été attribuée au bureau de poste créé quelque 100 ans plus tôt, en 1853.
Aujourd'hui, le village est le site de l'un des appontages de la voie navigable de l'Outaouais qui transporte les bateaux autour du barrage d'Ontario Power Generation, faisant le lien entre la section de Pembroke de la rivière des Outaouais à la partie supérieure de la rivière Mattawa.

## Démographie

### Population
| 1991 | 1996 | 2001 | 2006 | 2011 | 2016 | 2021 |
| ---- | ---- | ---- | ---- | ---- | ---- | ---- |
| 183  | 185  | 197  | 172  | 167  | 156  | 141  |

### Langue
Langues maternelles
- Anglais : 69 %
- Français : 31 %

## Administration
Les élections municipales se font en bloc pour le maire et les six conseillers.
| Rapides-des-Joachims Maires depuis 2001                                                                              |                      |                     |          |
| Élection | Maire                | Qualité             | Résultat |
| 2001 | Gérald Dagg          |                     | Voir     |
| 2005 | Dale Lévesque        |                     | Voir     |
| 2009 | James Gibson         |                     | Voir     |
| 2013 | James Gibson         | Voir                |          |
| 2017 | James Gibson         | Voir                |          |
| 2021 | Doug Rouselle        | Décès en fonction   | Voir     |
| sept. 2023 | Stephany Rauche      | Mairesse suppléante | Voir     |
| déc. 2023 | Lucie Rivet Paquette |                     | Voir     |
| Élection partielle en italique Depuis 2005, les élections sont simultanées dans toutes les municipalités québécoises |                      |                     |          |